# GP1BA
Тромбоцитарный гликопротеин Ib, альфа цепь (англ. Glycoprotein Ib; GP1BA; CD42b) — мембранный белок, продукт гена человека GP1BA.

## Функции
Гликопротеин Ib (GP Ib) является тромбоцитарным мембранным гликопротеином, гетеродимером. Полный комплекс включает собственно гетеродимер GP Ib из двух полипептидных цепей: альфа-цепи GP1BA и бета-цепи GP1BB, соединённых дисульфидной связью, а также нековалентно-ассоциированные гликопротины IX и V. Комплекс функционирует как рецептор фактора фон Виллебранда. Мутации GP1BA приводят к синдрому Бернара-Сулье и болезни фон Виллебранда.

## Взаимодействия
GP1BA взаимодействует с регуляторным белком YWHAZ из семейства 14-3-3 и актин-связывающим белком FLNB.